# Gestalt Theory
Die Zeitschrift Gestalt Theory – An International Multidisciplinary Journal (ISSN 2519-5808) ist eine multidisziplinäre wissenschaftliche Zeitschrift, die sich vorrangig der Veröffentlichung von neueren Forschungsarbeiten und Abhandlungen aus verschiedenen Anwendungsbereichen der Gestalttheorie widmet. Sie wurde 1979 von der internationalen Gesellschaft für Gestalttheorie und ihre Anwendungen gegründet und erschien zuerst im  Dietrich Steinkopff Verlag (Darmstadt), dann im Westdeutschen Verlag (Opladen); 2000–2016 wurde sie im Verlag Wolfgang Krammer (Wien) herausgegeben, seit 2017 erscheint sie im Verlag de Gruyter/Sciendo. Die Zeitschrift ist peer-reviewed und wird unter anderem in PsycINFO and PSYNDEX dokumentiert. Seit 2012 erscheint die Zeitschrift als Open-Access-Journal und ermöglicht damit den freien Volltext-Zugang zu allen Beiträgen (im Archiv auch zu früher erschienenen Heften).
Die multidisziplinäre Zeitschrift ist der Weiterentwicklung der Gestalttheorie in Forschung und Anwendung verpflichtet. Sie publiziert ganzheitlich-systemische, phänomenologische und experimentelle Arbeiten aus Psychologie und Psychotherapie, Pädagogik, Philosophie, Soziologie, Wirtschaftswissenschaft, Kunst, Musik- und Sprachwissenschaft, Medizin und anderen human- und naturwissenschaftlichen Disziplinen in deutscher und englischer Sprache.
Herausgeber der Zeitschrift sind Silvia Bonacchi (Warschau) und Tiziano Agostini (Triest) als geschäftsführende Herausgeber; weiters im Editorial Board Mauro Antonelli (Mailand), Ivana Bianchi (Macerata), Serena Cattaruzza (Triest), Herbert Fitzek (Berlin), Jan Koenderink (Leuven), Jürgen Kriz (Osnabrück), Alice Pugliese (Palermo), Lothar Spillmann (Freiburg i. B.), Gerhard Stemberger (Wien), Fiorenza Toccafondi (Parma), Ian Verstegen (Philadelphia), Hans-Jürgen P. Walter (Biedenkopf) und andere, Stand: 14. Mai 2024. Die Zeitschrift verfügt zudem über einen internationalen Advisory Board, dem namhafte Wissenschaftler verschiedener Disziplinen angehören.